# Форум независимых городов
Форум независимых городов (ивр. פורום הערים העצמאיות‎), или Форум 15-ти (ивр. פורום ה־15‎) — израильская муниципальная организация, объединяющая города Израиля, которые являются независимыми городами, что означает, что они не получают грантов от правительства Израиля, таких как «балансирующие гранты» или «гранты на развитие». Среди них самым северным является Хайфа, а самым южным — Беэр-Шева. Форум был основан в 2002 году 15 городами, а позже к организации присоединились также Ашкелон и Рамат-ха-Шарон.
Председателем форума независимых городов является Рон Хульдаи (мэр города Тель-Авив-Яффо), а генеральным директором форума является адвокат Эйтан Атиа.

## Членство
В 17 городах-участниках форума проживают почти 3 миллиона жителей (около 40 % населения Израиля). Это центральные города, которые предоставляют услуги многим слоям населения (около 80 % населения Израиля) и в которых производится более 70 % ВВП Израиля. Средний социально-экономический рейтинг членов организации — 7.
| Центральный округ (6) | Тель-Авивский округ (6) | Южный округ (3) | Хайфский округ (2) |
| --------------------- | ----------------------- | --------------- | ------------------ |
| Петах-Тиква           | Тель-Авив-Яффо          | Ашдод           | Хайфа              |
| Ришон-ле-Цион         | Рамат-Ган               | Беэр-Шева       | Хадера             |
| Раанана               | Гиватаим                | Ашкелон         |                    |
| Нетания               | Холон                   |                 |                    |
| Реховот               | Герцлия                 |                 |                    |
| Кфар-Саба             | Рамат-ха-Шарон          |                 |                    |

## Активность
Форум работает над продвижением целей больших городов перед кнессетом, правительством Израиля и другими общественными и национальными органами, такими как Национальный совет по планированию и строительству, Верховный суд и Земельное управление Израиля. Основная цель форума — продвижение законодательных и правовых инициатив по расширению полномочий муниципалитетов в Израиле, а также продвижение планов по децентрализации полномочий и предоставлению большей административной независимости крупным городам Израиля и местным органам власти. Кроме того, форум занимается продвижением совместных предприятий с крупными городами Израиля в области окружающей среды, права, планирования, а также в области передовой инфраструктуры и, в частности, продвижения беспроводной связи (продвижение городских проектов), управление отходами и их обработка, очистка и установка систем энергосбережения и энергосбережения, снижение загрязнения воздуха в городских скоплениях и сокращение выбросов парниковых газов.
13 февраля 2008 года на форуме независимых городов было подписано международное соглашение организации ICLEI, направленное на снижение загрязнения воздуха и защиту климата.
Во время кризиса коронавируса зимой 2020 года форум независимых городов стал заголовком ряда мероприятий, наиболее значимым из которых стало совместное заявление о том, что системы образования в городах-участниках форума не вернутся к школьному обучению в соответствии с планом. предложено правительством, и их возвращение в школу будет отложено на несколько дней.
В 2023 году форум независимых городов начал борьбу против нескольких статей Закона о договоренностях, среди которых есть пункт, предусматривающий передачу части средств муниципального налога на имущество предприятий государству таким образом, чтобы позволить этим средствам использоваться для различных нужд, не обязательно связанных с теми городами, из которых собирался налог на недвижимость. Дополнительными статьями были статьи, связанные с контролем за планированием и строительством в городах. По мнению форума, запланированные изменения могут привести к «уничтожению и попранию органов планирования, развития, лицензирования строительства, лицензирования бизнеса, качества окружающей среды и нашего здоровья, а вдобавок ко всему — национализации налогов на бизнес-имущество нашей страны». муниципалитеты".
Во время операции «Железные мечи» форум оказывал помощь муниципалитетам, принимавшим людей, вынужденных покинуть свои дома на юге и севере страны, а также координировал регулирование и направлял соответствующие бюджеты правительства.